# Palazzo Ischitella

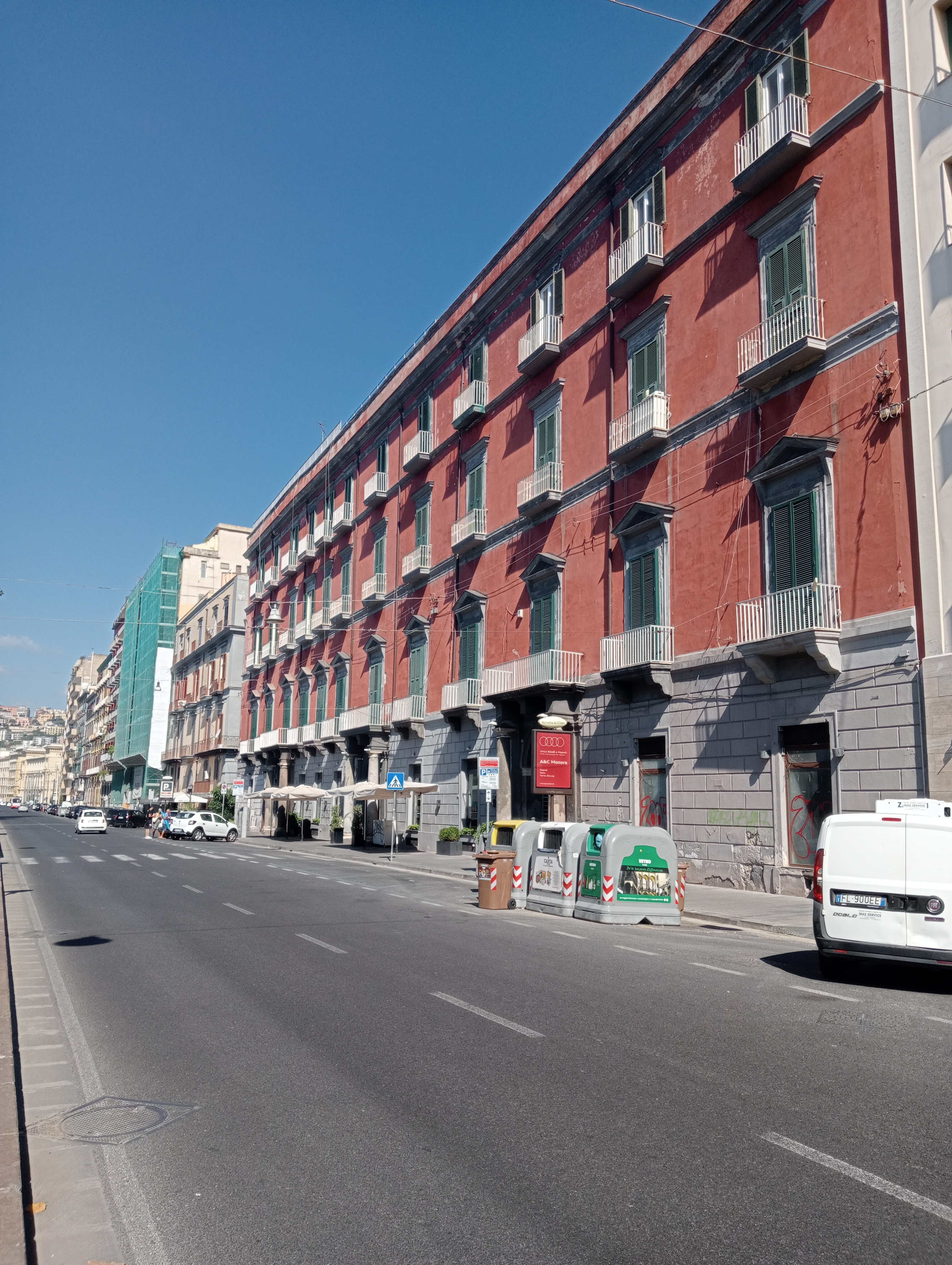
Palazzo Ischitella in Neapel, Fassade zur Riviera di Chiaia.

Der Palazzo Ischitella ist ein Palast aus dem 17. Jahrhundert im Viertel Chiaia in Neapel in der italienischen Region Kampanien. Er liegt an der Riviera di Chiaia.
Zusammen mit dem Palazzo Barretta ist er eines der wenigen Gebäude in der Stadt, das von Adligen errichtet wurde und drei Portale an der Hauptfassade besitzt.
Obwohl es zum Mietshaus umgebaut wurde, findet man dort heute noch Fresken, Einrichtungsgegenstände und Zierelemente aus dem 18. und 19. Jahrhundert in vielen der Säle.

## Geschichte

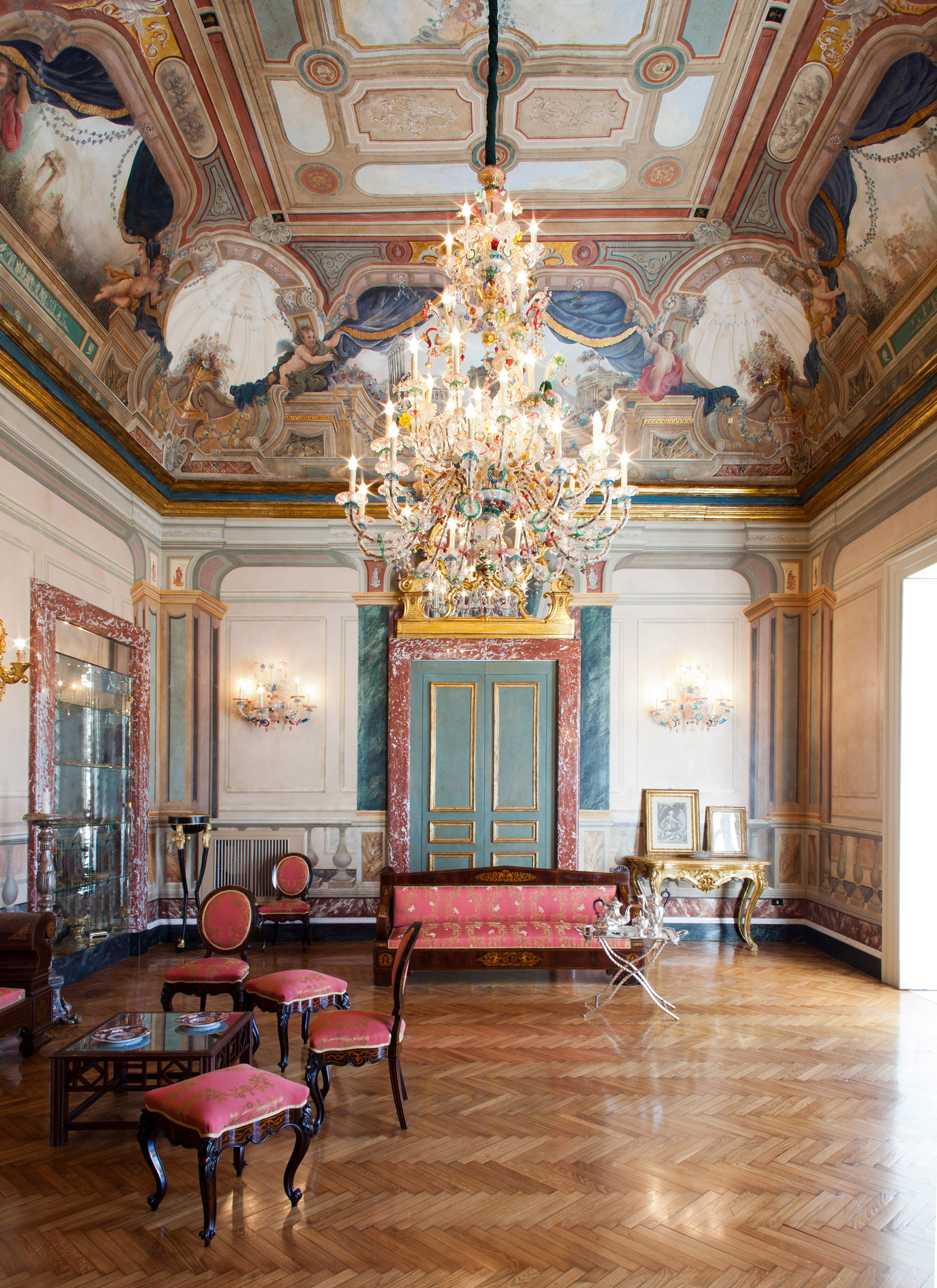
Einer der mit Fresken verzierten Säle im ersten Obergeschoss (aus dem Buch „Le Case di Napoli“)

Der Palast wurde in den 1620er-Jahren im Auftrag des spanischen Magistratsmitgliedes Matías de Casanate y Espés (Saragossa um 1580 – Neapel 1651, in Italienisch Mattia Casanate oder Mattia Casanatte), Leutnant der Regia Camera della Sommaria und Präfekt der Annona, errichtet. 1647 wurde er von den Revolutionären unter der Führung von Masaniello stark beschädigt. Später fiel er zunächst an den Erstgeborenen der Mattias, Giovanni, und dann, als dieser ohne Erben verstarb, an dessen jüngeren Bruder, den Kardinal Girolamo. Als der Palast von Letzterem, der in Rom in verschiedenen Funktionen tätig war, zum Verkauf angeboten wurde, kaufte ihn die Familie Pinto.

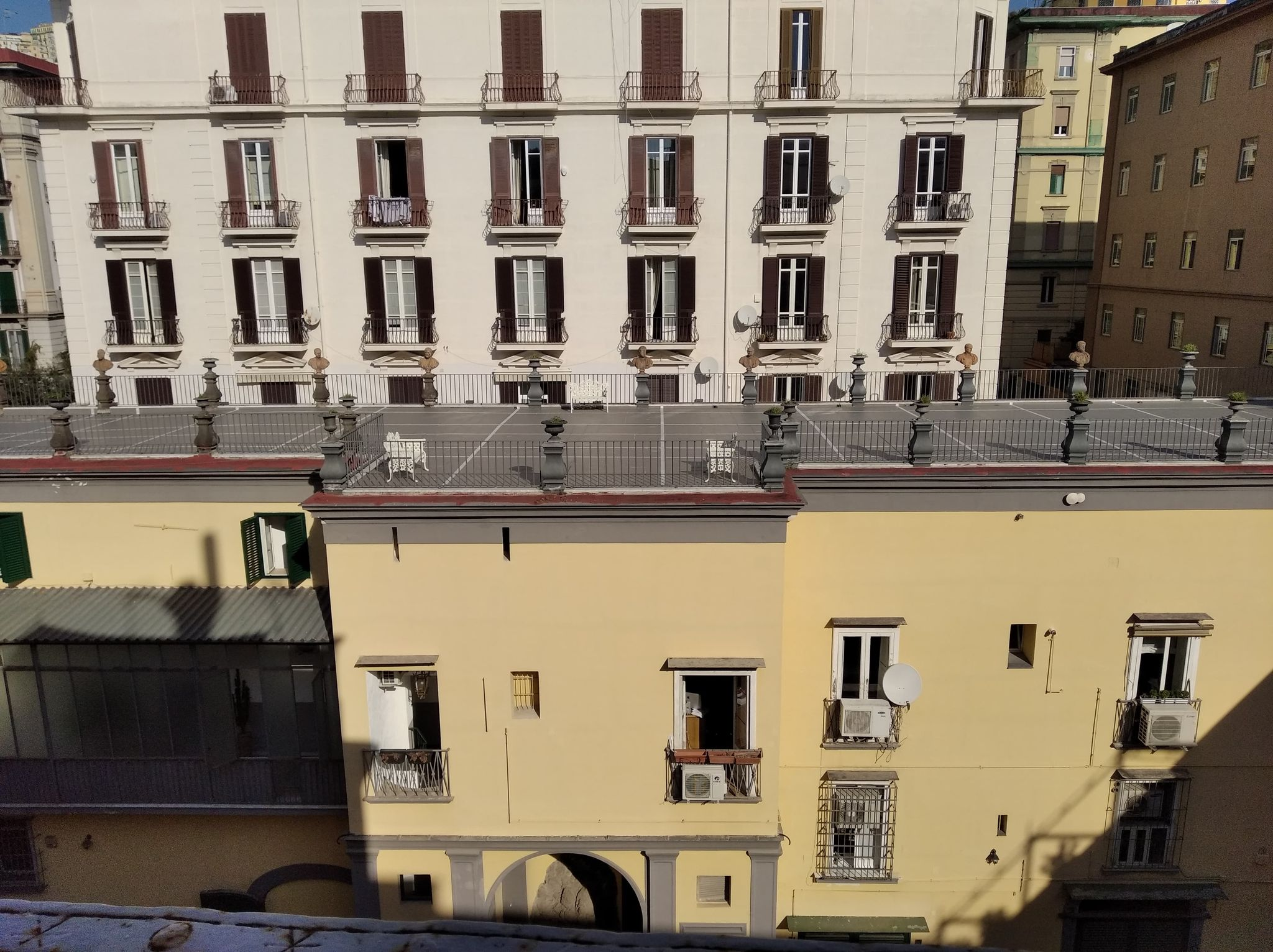
Die rückwärtige Terrasse, verziert mit antiken Büsten

Eine andere Quelle widerspricht dieser Darstellung und erwähnt, dass Luis Freitas Pinto (1592–1672) dieses Gebäude bereits 1647 vom ursprünglichen Besitzer Matías de Casanate für eine Summe von 9000 Dukaten erwarb. Luis Freitas Pinto war ein sehr reicher Bankier und Kaufmann, der aus einer Marranenfamilie stammte, die ursprünglich aus Portugal kam und in den 1630er-Jahren nach Neapel eingewandert war. Dessen Sohn Emanuele kaufte von der Familie Turbolo die Lehen von Ischitella und Peschici und erhielt 1681 den Titel eines Prinzen von Ischitella (wovon der Name des Palastes abgeleitet ist). Er und seine Nachkommen, Luigi Emanuele (1667–1704) und Francesco Emanuele (1697–1767), investierten große Summen in die verschwenderische Umgestaltung des Palastes.
Zahlungsdokumente aus dem Jahre 1700 (die in den letzten Jahren vom Gelehrten Aldo Pinto gesammelt wurden) bestätigen Ausschmückungsarbeiten, die von bedeutenden, örtlichen Künstlern, wie Giacomo del Pò, Giuseppe Simonelli und Lorenzo Vaccaro (der die Statuen aus Stuck im Garten schuf) geschaffen wurden. Spätere Dokumente aus dem Jahr 1715 informieren über die Tatsache, dass Ferdinando Sanfelice eine Truppe von „Ornament“malern und Stuckateuren (Tommaso Alfano, Gennaro Cioffi und Costantino d’Adamo) anführte, die letzte Verzierungen anbrachten.
Ein historisches Ereignis, das den Stand der Pracht, den der Palast in den Jahrzehnten an der Schwelle vom 17. zum 18. Jahrhundert erreichte, bezeugt, ist der verschwenderische Empfang, mit dem der König Philipp V. von Spanien nach seiner Landung in Neapel im Frühjahr 1702 begrüßt wurde. In der Zeit des österreichischen Vizekönigs erlangte der Palast durch die Krippensammlung des Herzogs Francesco Emanuele Pinto y Mendoza (1697–1767) großen Ruhm.
Letzte Erweiterungen und Umbauten wurden in der ersten Hälfte des 19. Jahrhunderts durchgeführt (z. B. wurde damals das dritte Obergeschoss aufgesetzt), und zwar, als der Prinz Francesco Emanuele Pinto y Mendoza (1788–1875), Militär und Politiker, Kriegsminister in den letzten Jahren des Königreichs beider Sizilien, Eigentümer war.
1860 floh der Prinz mit dem Eintreffen von Giuseppe Garibaldi in der Stadt nach Frankreich. Ein Teil des Palastes wurde vom Grand Hôtel d’Angleterre belegt. Die Bombardements, denen die Stadt 1943 unterzogen wurde, verursachten nur leichte Schäden an dem Gebäude.
Die Innenräume des Palastes wurden als Drehort für einige Szenen des Films Martin Eden von Pietro Marcello genutzt.